# Walery Eljasz-Radzikowski

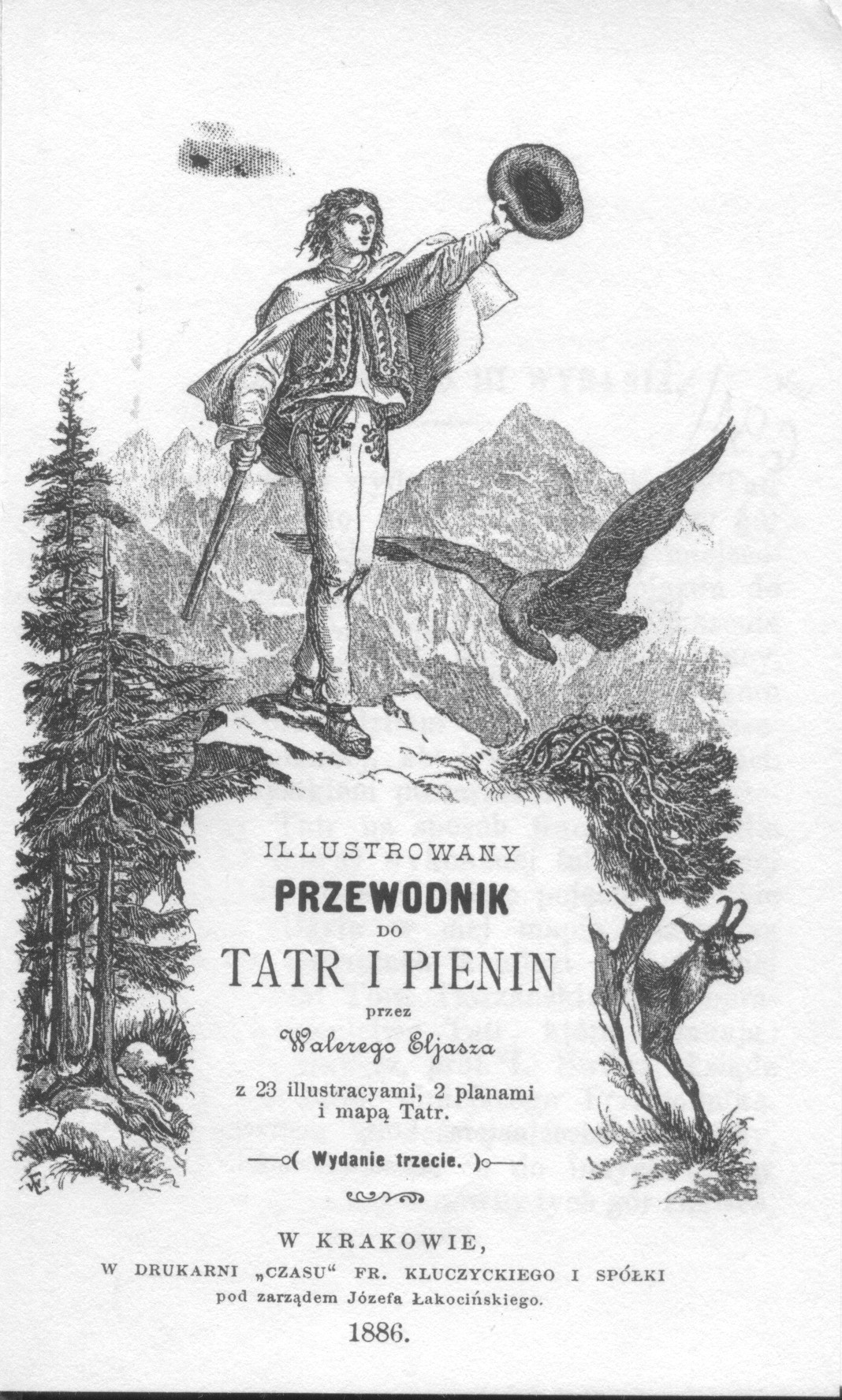
Strona tytułowa przewodnika po Tatrach i Pieninach autorstwa W. Eljasza-Radzikowskiego

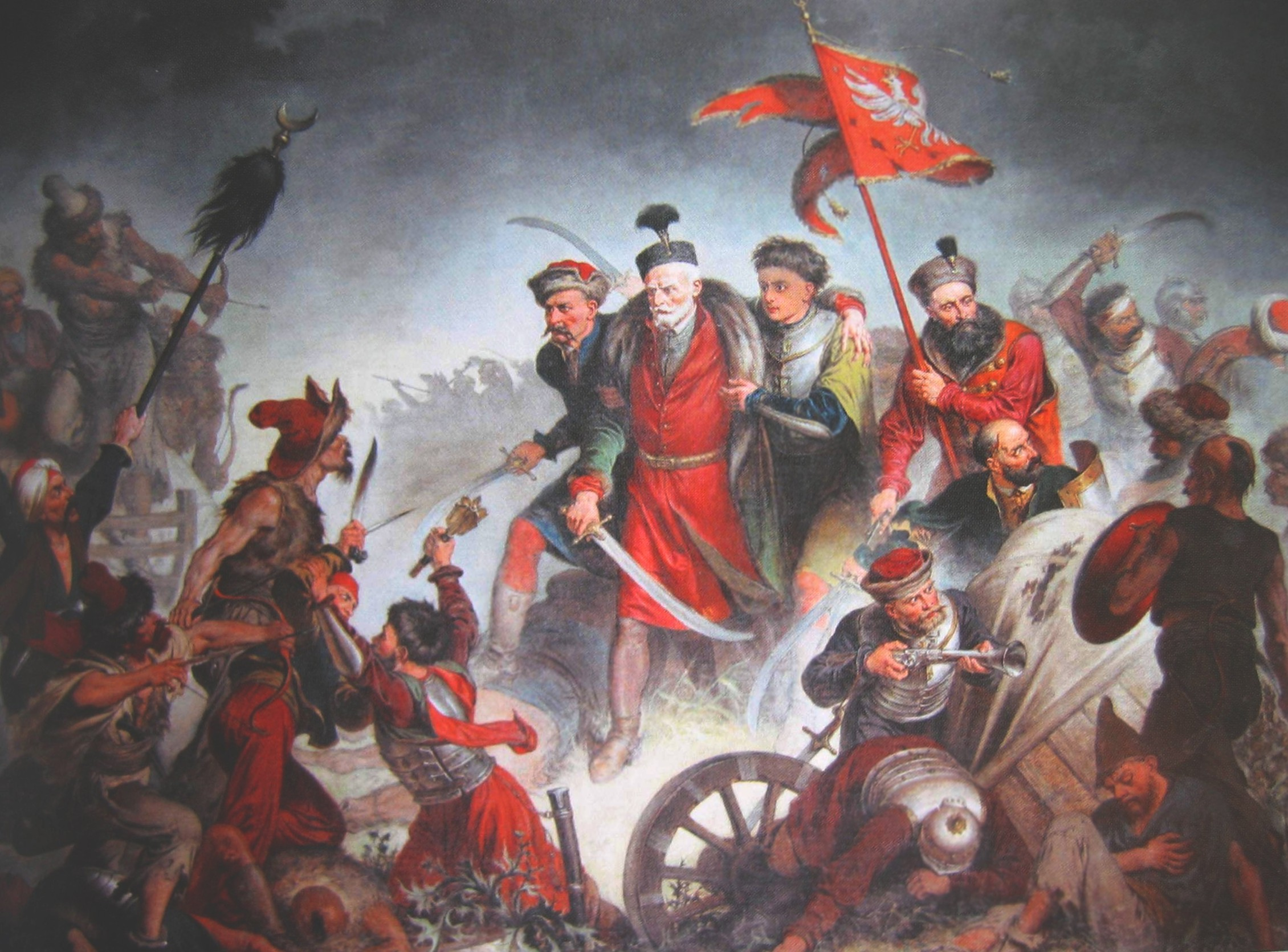
Śmierć Stanisława Żółkiewskiego

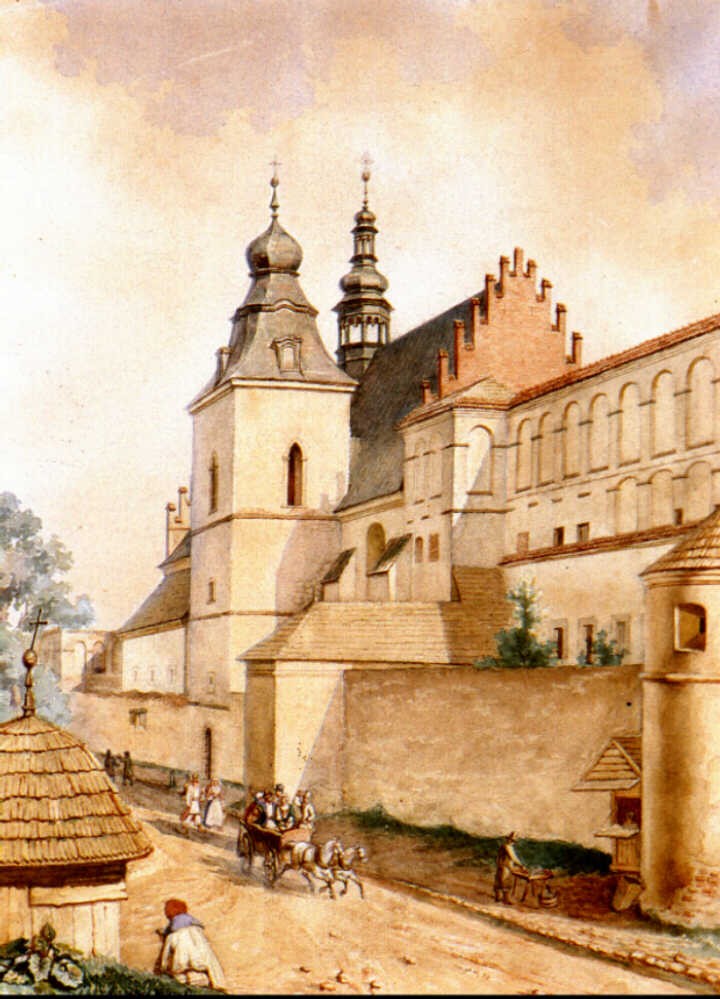
Przed kościołem norbertanek

Jan Kanty Walery Eljasz-Radzikowski, używał imienia Walery (ur. 13 września 1840 w Krakowie, zm. 23 marca 1905 tamże) – polski malarz i fotograf, popularyzator Tatr i Zakopanego, współzałożyciel Towarzystwa Tatrzańskiego, autor przewodników tatrzańskich, członek korespondent Towarzystwa Muzeum Narodowego Polskiego w Rapperswilu od 1897 roku, członek Wydziału Towarzystwa Gimnastycznego „Sokół” w Krakowie w 1895 roku.

## Rodzina
Był synem Wojciecha Eljasza (1814–1904), malarza, autora prac o tematyce religijnej i Tekli z Krzyżanowskich, starszym bratem Władysława Eljasza (rzeźbiarza) i Marii Eljaszówny (malarki i hafciarki). Syn Walerego (z małżeństwa z Natalią z Nyczów) Stanisław Eljasz-Radzikowski był lekarzem, malarzem, badaczem Tatr i Podhala. Rodzina używała zamiast nazwiska Radzikowski przydomku „Eljasz”, który przyjął pradziad Walerego oraz konfederat barski Wojciech Radzikowski, aby uniknąć prześladowań politycznych po upadku powstania. Walery powrócił do nazwiska Radzikowski dopiero po dwóch pokoleniach, jednak używał go wraz z przydomkiem Eljasz, podobnie jak jego syn.
Walery Eljasz-Radzikowski posługiwał się herbem Ogończyk, pochodził jednak z rodziny mieszczańskiej, która do tego herbu nie miała prawa.

## Życiorys
Nauki początkowe Walery Eljasz pobierał w Szkole Wydziałowej św. Barbary, a później w Gimnazjum św. Anny. W 1856 roku ukończył Wyższą Szkołę Realną działającą przy Instytucie Technicznym. W latach 1856–1862 studiował malarstwo w Szkole Sztuk Pięknych w Krakowie pod kierunkiem Władysława Łuszczkiewicza. Jego rysunki zostały wyróżnione na drugiej Wystawie Publicznej w roku 1856. W roku 1858 na Wystawie Szkoły Sztuk Pięknych rysunki artysty wyróżnił jako „najpierwsze” recenzent oraz profesor Akademii Sztuk Pięknych w Krakowie – Jan Nepomucen Bizański. Naukę kontynuował w latach 1863–1865, w monachijskiej Akademii Sztuk Pięknych (w grudniu 1863 r. zgłosił się do Techn. Malklasse), a po jej zakończeniu odbył podróż po Europie. W okresie powstania styczniowego pełnił w Monachium specjalną misję zleconą przez powstańczy Rząd Narodowy.
W 1865 r. powrócił do Krakowa. Oprócz twórczości artystycznej zajmował się nauczaniem rysunku w Gimnazjum św. Anny (1872-1891). Ponadto badał dzieje i tradycje Krakowa oraz historię ubiorów, publikując opracowania poświęcone tym tematom.
Jeszcze w trakcie studiów, w 1861 r., po raz pierwszy pojechał w Tatry. Odtąd wielokrotnie je odwiedzał, poświęcając im znaczną część swojej działalności artystycznej. Wydał również Ilustrowany przewodnik do Tatr, Pienin i Szczawnic (1870), brał udział w wytyczaniu szlaków i organizowaniu przewodnictwa tatrzańskiego. Działał w Towarzystwie Tatrzańskim od początku istnienia tej organizacji (1873). W 1887 wytyczył szlak z Jaszczurówki, przez Waksmundzką Polanę, Wodogrzmoty Mickiewicza, do schroniska w Roztoce, który był pierwszą znakowaną ścieżką Tatr Polskich. W 1876 r. w Zakopanem na Krupówkach wybudował dom, a w latach 1881–1882 kolejny, zwany „Eljaszówką” (ul. Stara Polana), przy którym dziesięć lat później wzniósł jeszcze jeden, zaprojektowany przez jego brata Stanisława (obecnie przy ul. Nowotarskiej, dom zw. później „Siemianówką”).

## Twórczość artystyczna
Malował głównie obrazy o tematyce historycznej, krajobrazy Tatr, także widoki zabytków Krakowa, portrety, obrazy i malowidła ścienne o tematyce religijnej. W czasie studiów wraz z kolegami (m.in. z Aleksandrem Kotsisem) podejmował wycieczki plenerowe, podczas których malował szkice, pejzaże oraz krajobrazy. Tworzył nie tylko na płótnie, ale również na naturalnym podłożu, np. obraz Matki Boskiej Skalskiej na wapiennej ścianie w Dolinie Mnikowskiej. W trakcie wypraw w Tatry w rysunkach i obrazach utrwalał górskie widoki i zwyczaje górali.
W 1890 r. zaczął fotografować Tatry, lokalne budownictwo, tradycje mieszkańców i ich stroje. Służyły mu one jako pomoc do obrazów i rysunków, były także publikowane w czasopismach, albumach i w formie pocztówek. Nie był pionierem fotografii tatrzańskiej (pierwsze zdjęcia wykonywali pod koniec lat 50. XIX w. Walery Rzewuski i Melecjusz Dutkiewicz), ale przyczynił się do jej spopularyzowania.
W 1858 roku Radzikowski rozpoczął realizację projektu odtworzenia historii ubiorów w Polsce oraz krajach sąsiednich. Materiały zebrane przez niego w latach 1858–1904 pt. Ubiory w Polsce, materiały do dziejów ubiorów X–XVIII w. znajdują się w Muzeum Narodowym w Krakowie. Na ich podstawie opracowywał swoje rysunki, obrazy historyczne, a także książki dotyczące ubiorów oraz umundurowania wojsk polskich. Jego rysunki opublikowano w wielu książkach dotyczących historii oraz etnografii. W latach 1899–1905 wydrukowane zostały m.in. w serii Ubiory w Polsce i u sąsiadów czy Wojsko polskie Kościuszki. Był również badaczem historii sztuki, a zwłaszcza specjalistą w zakresie kostiumologii. W 1862 r. wydał w Krakowie książkę pod tytułem Ubiory ludu w dawnej Polsce.
26 września 1892 roku przebywał w Radziszowie, gdzie namalował akwarelę przedstawiającą izbę w chałupie chłopskiej.

## Dzieła

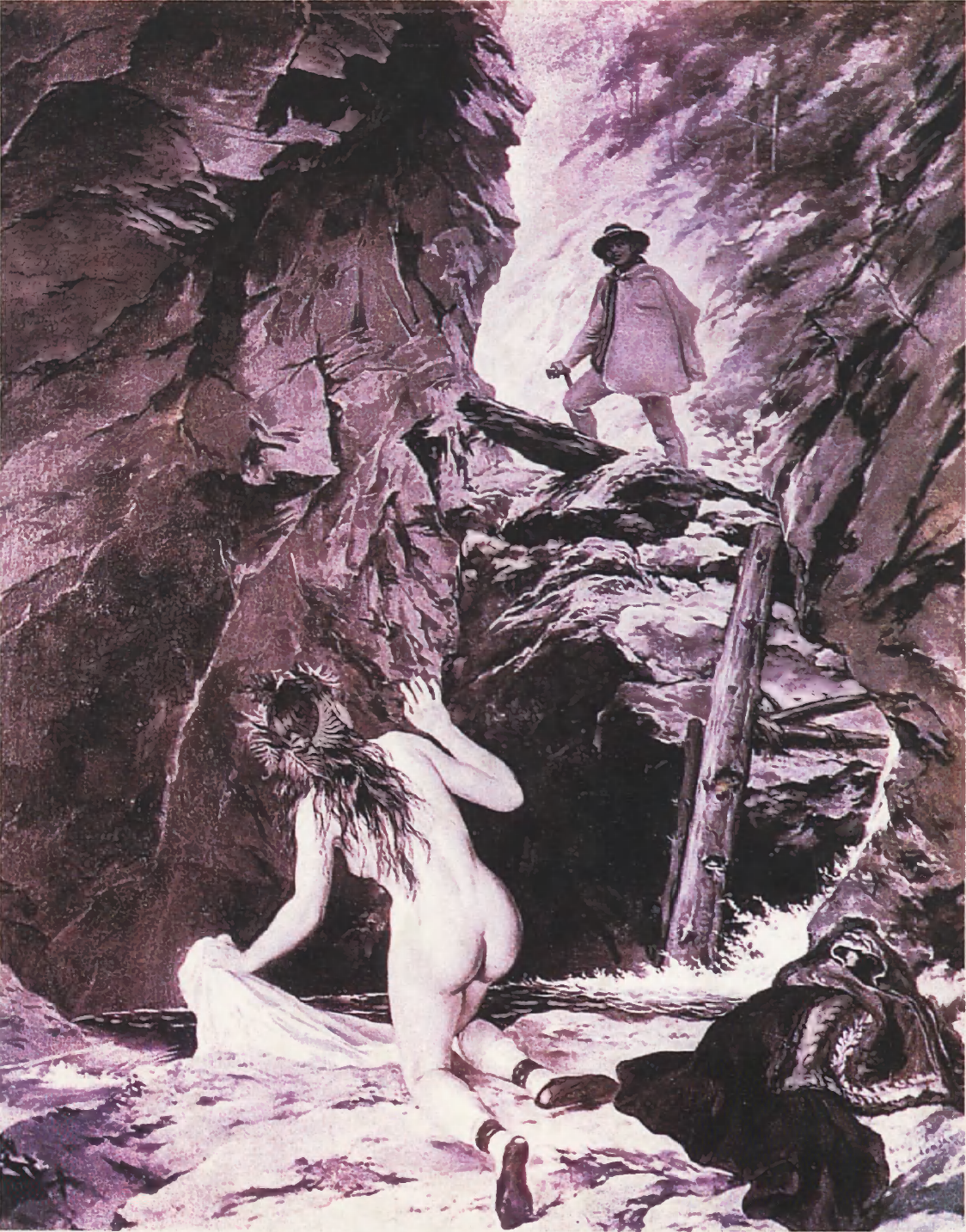
Boginka tatrzańska

### Rysunki i obrazy
- Bitwa pod Racławicami – 1862,
- Matka Boska Skalska – 1863,
- Zdobycie Wolmaru na Szwedach – 1865,
- Hetman Czarniecki zachęca Polaków – 1866,
- Mikołaj Kopernik na łożu śmierci – 1869,
- Polichromia w kościele parafialnym w Chochołowie – 1871,
- Jan Sabała Krzeptowski portret – 1889
- Śmierć Stanisława Żółkiewskiego.
- Koleba księdza Stolaczyka w Tatrach – 1876
- Przy Morskim Oku – 1893

### Książki
- Ubiory ludu w dawnej Polsce, Kraków 1862,
- Illustrowany przewodnik do Tatr, Pienin i Szczawnic, Kraków 1870.
- Kraków dawny i dzisiejszy, Kraków 1902[12]

### Książki ilustrowane przez Radzikowskiego
- Illustrowany przewodnik do Tatr, Pienin i Szczawnic, 1870,
- Szkice z podróży w Tatry, 1874,
- Ubiory w Polsce i u sąsiadów, 1879–1899, cz.1-2, cz.3
- O nazwie Morskiego Oka w Tatrach, 1884,
- Królowie polscy w obrazach i pieśniach, 1893,
- Konik Zwierzyniecki, 1898,
- Wspomnienie o schroniskach nad Morskim Okiem, 1903.
- Dzieje Polski Augusta Sokołowskiego i Adolfa Inlendera, 5 tomów, 1898
- Święty Franciszek Seraficki w pieśni, 1901

## Upamiętnienie
Jego imieniem nazwano ulicę w północno-zachodniej części Krakowa. Na elewacji kamienicy, w której mieszkał, przy ulicy Karmelickiej 23, znajduje się tablica pamiątkowa.

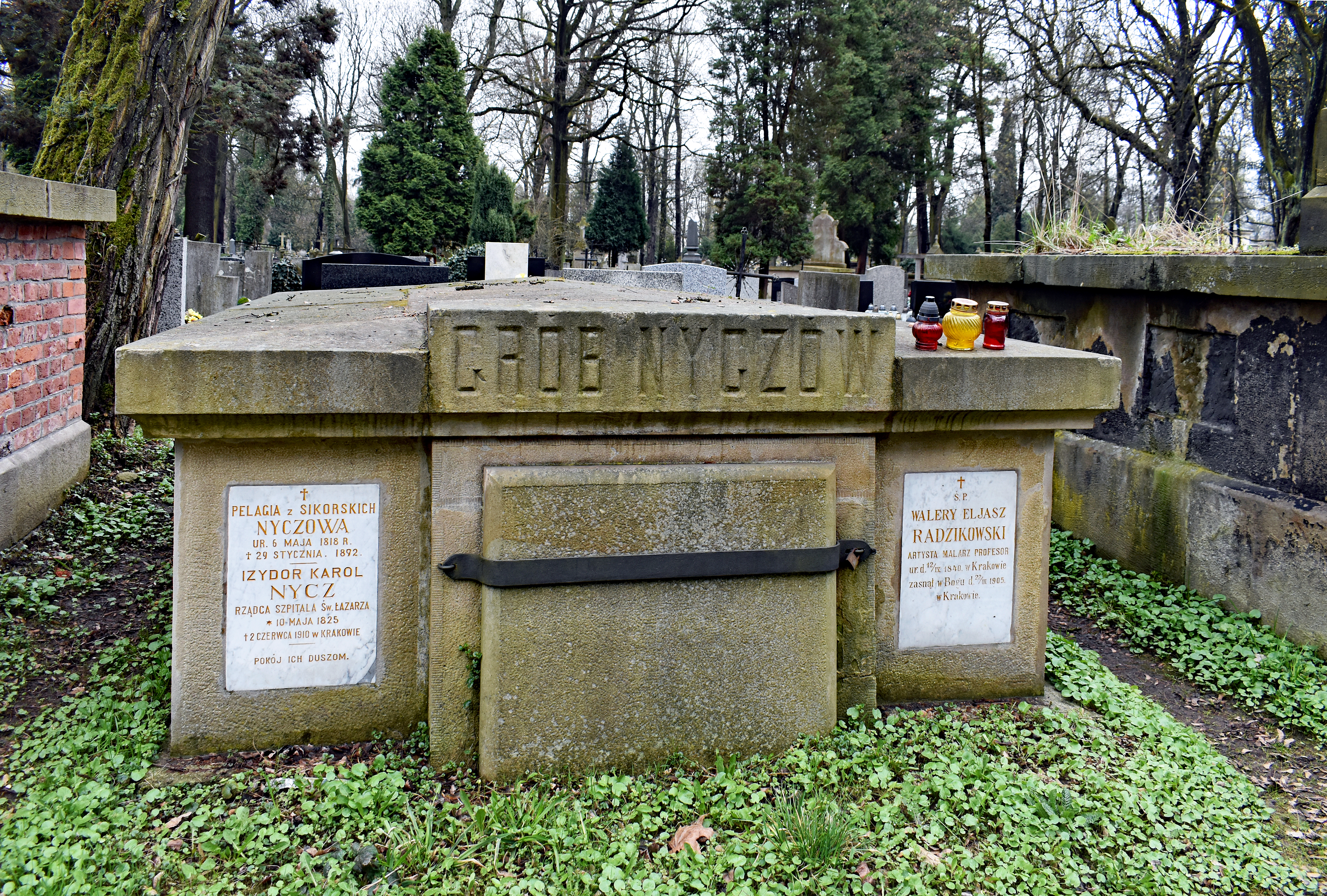
Cmentarz Rakowicki. Grób Walerego Eljasza-Radzikowskiego.
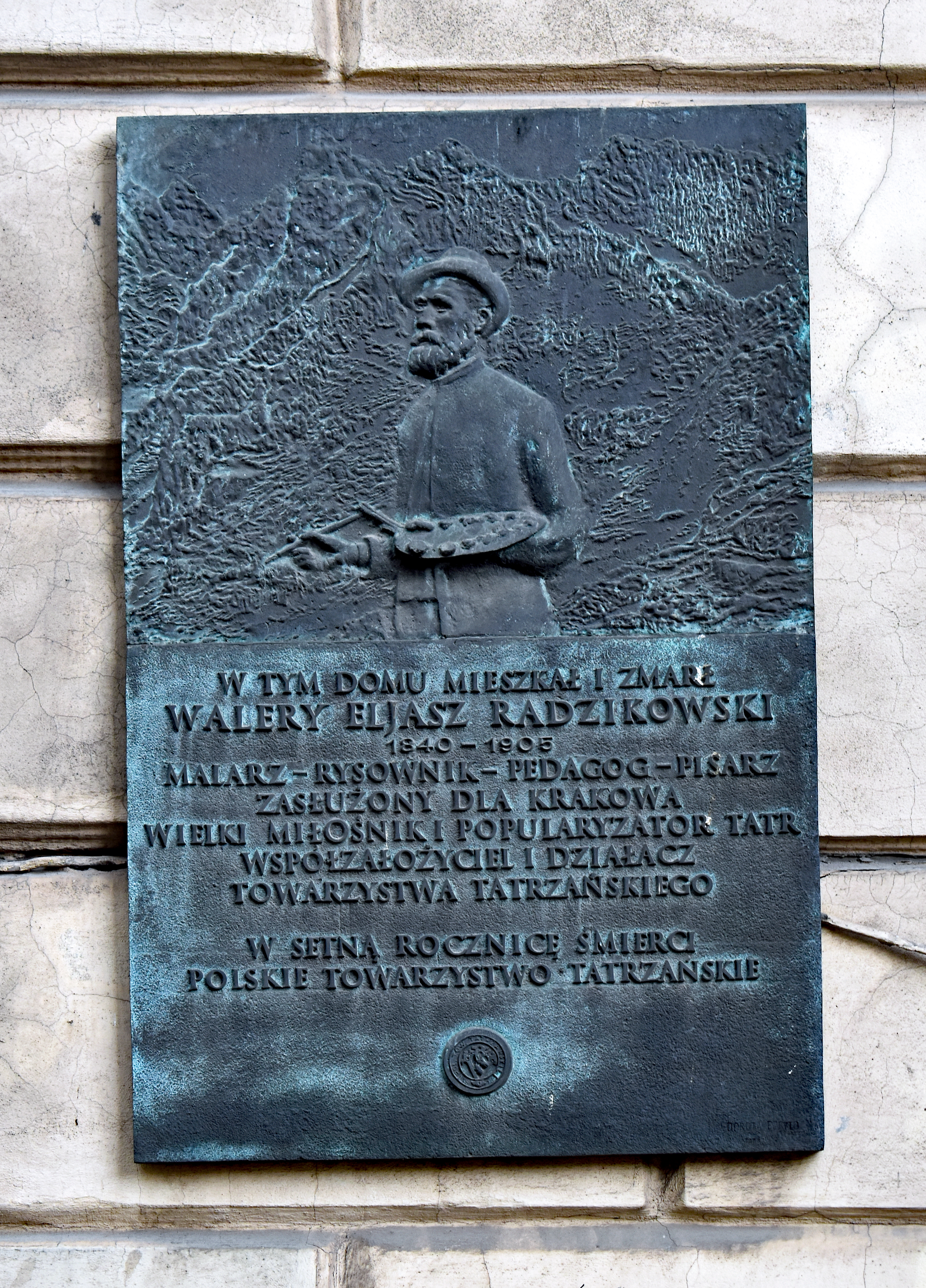
Tablica upamiętniająca malarza przy ul. Karmelickiej 23 w Krakowie.